# Lemat Jordana
Lemat Jordana – twierdzenie analizy zespolonej często używane w połączeniu z twierdzeniem o residuach do obliczania całek krzywoliniowych oraz całek niewłaściwych. Twierdzenie nosi nazwisko francuskiego matematyka Camille’a Jordana.

## Sformułowanie
Dana jest funkcja holomorficzna określona w górnej półpłaszczyźnie oraz ciągła (na półpłaszczyźnie włącznie z osią rzeczywistą) postaci
{\displaystyle f(z)=e^{iaz}g(z),\quad a>0.}
Lemat Jordana mówi, że jeżeli zachodzi warunek
{\displaystyle {}\quad \lim _{R\to \infty }\max _{z\in C_{R}}\left|g(z)\right|=0,}
gdzie:
{\displaystyle C_{R}=\{z:z=Re^{i\theta },\theta \in [0,\pi ]\},\quad R>0}
(droga po górnym półokręgu o środku w zerze i promieniu {\displaystyle R}), to
{\displaystyle \lim _{R\to \infty }\int \limits _{C_{R}}f(z)\,dz=0.}
Analogiczne twierdzenie zachodzi dla dolnej półpłaszczyzny gdy przyjmiemy {\displaystyle a<0.}